# Woodland (Wisconsin)
Woodland es un pueblo ubicado en el condado de Sauk en el estado estadounidense de Wisconsin. En el Censo de 2010 tenía una población de 790 habitantes y una densidad poblacional de 8,44 personas por km².

## Geografía
Woodland se encuentra ubicado en las coordenadas 43°36′1″N 90°15′10″O / 43.60028, -90.25278. Según la Oficina del Censo de los Estados Unidos, Woodland tiene una superficie total de 93.65 km², de la cual 93.15 km² corresponden a tierra firme y (0.53%) 0.49 km² es agua.

## Demografía
Según el censo de 2010, había 790 personas residiendo en Woodland. La densidad de población era de 8,44 hab./km². De los 790 habitantes, Woodland estaba compuesto por el 99.24% blancos, el 0.51% eran afroamericanos, el 0.13% eran amerindios, el 0% eran asiáticos, el 0% eran isleños del Pacífico, el 0% eran de otras razas y el 0.13% pertenecían a dos o más razas. Del total de la población el 0.38% eran hispanos o latinos de cualquier raza.